# 斯拉夫涅 (基韋爾齊區)
50°57′25″N 25°22′19″E / 50.95694°N 25.37194°E
斯拉夫涅（烏克蘭語：Славне），是烏克蘭的村落，位於該國西部沃倫州，由盧茨克區負責管轄，始建於1478年，面積0.55平方公里，海拔高度180米，2001年人口121，人口密度每平方公里220人。